# Josephine Hutchinson
Josephine Hutchinson, född 12 oktober 1903 i Seattle, Washington, död 4 juni 1998 i Manhattan, New York, var en amerikansk skådespelare.

## Filmografi i urval
- 1934 – Va' ska mamma säga?
- 1936 – Louis Pasteur
- 1939 – Frankensteins son
- 1946 – Jagad i natten
- 1952 – En kvinnas lidelse
- 1959 – I sista minuten
- 1960 – Huckleberry Finns äventyr
- 1966 – Nevada Smith
- 1974 – Lilla huset på prärien (TV-serie)